# Bunaeopsis neuvillei
Bunaeopsis neuvillei är en fjärilsart som beskrevs av Le Cerf 1911. Bunaeopsis neuvillei ingår i släktet Bunaeopsis och familjen påfågelsspinnare. Inga underarter finns listade i Catalogue of Life.